# Rob Reckers
Rob Reckers (Eindhoven, 29 de agosto de 1981) é um jogador de hóquei sobre a grama neerlandês que já atuou pela seleção de seu país.

## Carreira

### Olimpíadas de 2004
Rob Reckers competiu nas Olimpíadas de Atenas de 2004, na qual conquistou uma medalha de prata. Sua seleção qualificou-se para as semifinais após terminar a fase inicial do torneio olímpico em primeiro lugar do grupo B. Na semifinal os neerlandeses venceram a Alemanha por 3 a 2. Mas na partida decisiva da competição, Rob Reckers e seus companheiros de equipe foram derrotados pelos australianos por 2 a 1, ficando assim com a prata.